# Mae de la Concha
De la Concha  García-Mauriño est un nom espagnol. Le premier nom de famille, en général paternel, est De la Concha ; le second, en général maternel, souvent omis, est García-Mauriño.
María Asunción Jacoba Pía de la Concha García-Mauriño, née le 25 juillet 1954 à Gijón, est une femme politique espagnole membre de Podemos.
Elle est élue députée des îles Baléares lors des élections générales de décembre 2015.

## Biographie

### Vie privée
Elle est mère de trois enfants.

### Activités professionnelles
Autodidacte, elle commence à travailler à l'âge de 16 ans. En 1970, elle s'installe en France puis en Angleterre où elle exerce comme assistante maternelle et aide-soignante. Elle revient quelques années plus tard en Espagne et travaille comme secrétaire pour Yves Rocher à Madrid puis comme assistante dans un cabinet d'avocats.
Elle vit à León, Barcelone et Santander avant de s'établir définitivement à Ciutadella de Menorca. D'abord secrétaire d'un juge de proximité, elle fonde et dirige la librairie « La Torre de Papel ».

### Activités politiques
Elle s'inscrit à Podemos en mai 2014 après le score retentissant obtenu par le parti lors des élections européennes. En février 2015, elle est élue secrétaire générale de la section insulaire du parti à Minorque.
Elle est investie en deuxième position sur la liste présentée par le parti dans la circonscription des îles Baléares, derrière l'ancien magistrat Juan Pedro Yllanes,. Elle fait son entrée au Congrès des députés après que la liste a remporté deux sièges sur les huit à pourvoir. Membre de la commission du Suivi et de l'Évaluation des accords du pacte de Tolède, elle est porte-parole adjointe à la commission de la Santé et des Services sociaux et à celle des Politiques d'intégration du handicap. Réélue lors des élections législatives anticipées de juin 2016, elle devient porte-parole titulaire à la commission de la Santé et des Services sociaux et adjointe à celle des Droits de l'enfance et de l'adolescence. Elle est, en outre, membre de la commission pour l'Étude du changement climatique.
Elle devient secrétaire générale de la fédération baléare de Podemos en octobre 2017, élue au moyen de primaires face à trois autres candidats dont la porte-parole parlementaire Laura Camargo. Elle remplace ainsi Alberto Jarabo en poste depuis février 2015 et est plutôt favorable au courant incarné par Pablo Iglesias.
Mae de la Concha assure l'intérim de la présidence des îles Baléares, en remplacement de Francina Armengol, défaite aux élections régionales de 2023, entre le 19 juin 2023, et le 7 juillet 2023.